# Mühlberger Spring
Koordinaten: 50° 51′ 57″ N, 10° 49′ 14″ O

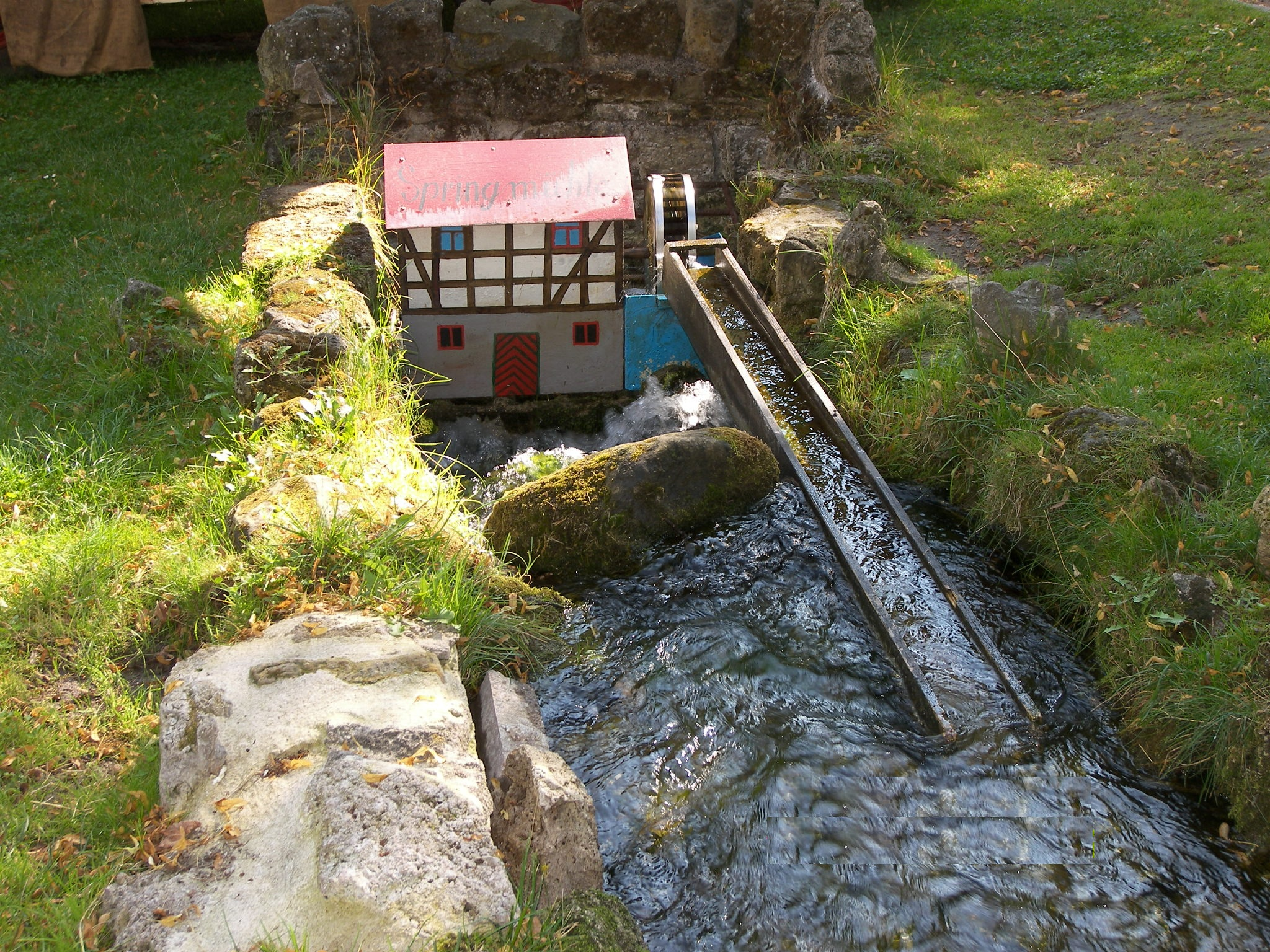
Als erste Mühle wird diese Miniatur wenige Meter hinter dem Ausfluss der Quelle betrieben.

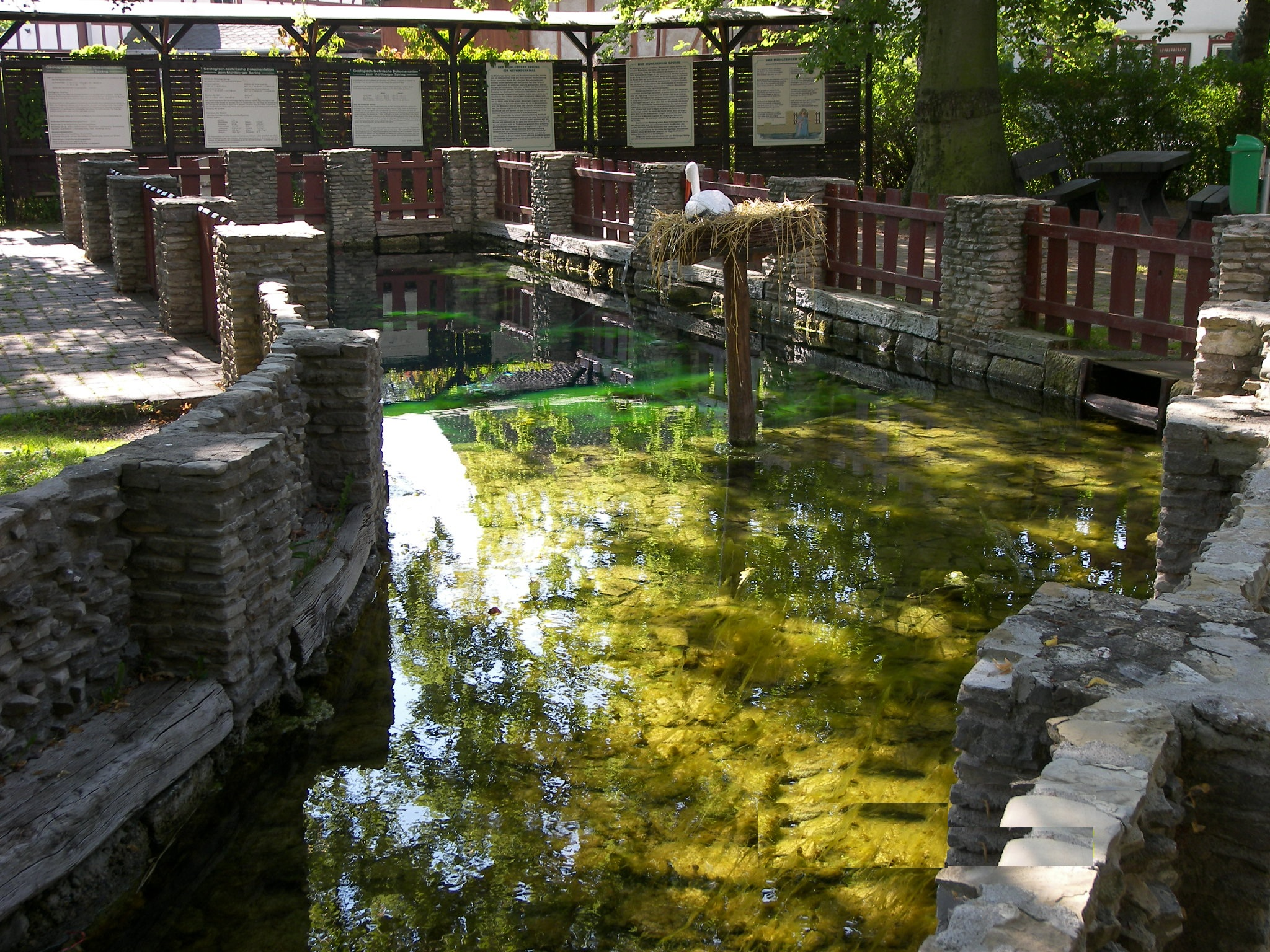
Blick in den Spring mit grünen Algen

Der Spring in Mühlberg ist eine Karstquelle in Thüringen.

## Geografische Lage
Der Spring liegt am Südwestrand von Mühlberg im Landkreis Gotha auf einer Höhe von 299 m ü. NN. Das oberirdische Einzugsgebiet der Quelle beträgt 2,3 km². Das unterirdische ca. 16 km².

## Daten
Im Mittel ergießen sich 33,7 Liter pro Sekunde kristallklares Wasser in einer Temperatur von konstant 8 Grad Celsius aus der 6,5 m tiefen Quellgrotte hervor. Ein Liter Wasser enthält ca. 1,4 g Anhydrit (Calciumsulfat). Das Wasser löst damit pro Tag etwa vier Tonnen dieses Minerals aus dem Untergrund.

## Geologie
Geologisch befindet sich der Quell an der Nordostflanke des Gosseler Plateaus.
Das Alter der Quelle wird nach geologischen Untersuchungen auf ungefähr 7000 Jahre geschätzt. Der Quellaustritt stellt einen fossilen Erdfall dar. Er misst an der Oberfläche rund vier und am Grund etwa drei Meter. Dieser entstand durch Auslaugung der Gipslager im tieferen Untergrund und nachfolgendes Einbrechen der höheren Tonsteinschichten.
Das ausströmende Wasser fließt in den Weidbach. Dieser durchfließt die Thüringer Senke unterhalb der Mühlburg und der Veste Wachsenburg, unterquert die Bundesautobahn 4/Europastraße 40 und mündet in Neudietendorf in die Apfelstädt.
Es gibt keine Erkenntnisse, dass das Wasser aus Vorflutern (etwa die Apfelstädt oder die Ohra) ergänzt ist. Auch Verschmutzungen sind nicht bekannt. Die Blaufärbung des Wassers ist auf den hohen Sulfatgehalt und die Reinheit zurückzuführen, sowie auf die Tatsache, dass aus (weißem) Sonnenlicht die langwelligen (roten, gelben)  Farbanteile ausgefiltert werden, weil sie die Wasseroberfläche durchdringen, und die kurzwelligen (blauen) Farbanteile reflektiert und somit gesehen werden.

## Wirtschaftliche Bedeutung
Der Wasserausstoß zeigt große saisonale Schwankungen (im Sommer meist mehr als im Winter), was die Mühlenbetreiber des Mittelalters dazu zwang, Auffangbecken in den Bachlauf vor ihrer Mühle zu bauen, um hieraus gleichmäßig viel Wasser zu erhalten. Seit Beginn der Aufzeichnungen ist der Spring etwa 30-mal trockengefallen. Die Ursachen hierfür sind lang anhaltende Trockenzeiten im Herbst und starke Kälte im Winter sowie Karsteinbrüche, die die Wasserläufe verändern und die Abläufe verlegen.
Schon 531 sollen die Franken während des Niedergangs des Thüringer Königreiches die Quelle benutzt haben. Es ist nicht auszuschließen, dass dieser Wasserreichtum ein Hauptgrund zur Gründung der Ansiedlung war, die heute die Gemeinde Mühlberg ist. Der Spring soll zu germanisch-heidnischer Zeit kultische Bedeutung gehabt haben.
Die Dauer des Trockenfallens beträgt zwischen 14 Tagen und 44 Monaten.
Sieben Mühlen speiste die Quelle schon 1655 mit ihrer Wasserkraft. Wenn sie versiegte, war das für die Bevölkerung am Fuße der Mühlburg sehr folgenreich.
Der erste Chronist, der das Ausbleiben des Wassers dokumentierte, war Wendelinus Hellbach. Er berichtete über eine 142-tägige Trockenperiode vom 30. September 1536 bis zum 18. Februar 1537. Auch in lokalen Legenden und Sagen wird über die Trockenperioden erzählt. So soll der Quelle immer dann eine „Auszeit“ bevorstehen, wenn der Ort ein besonderes Ereignis zu erwarten habe.
Die letzte große Trockenperiode vom 8. August 1989 bis zum 26. April 1993 nutzte die Gemeinde, mit Mitteln des Bundes, des Landes und eigenen, die Quellgrotte zu sanieren und den Platz um die Quelle zu einem attraktiven Punkt der Gemeinde umzugestalten.

## Der Mühlberger Spring in Dorfgeschichten
Die Einwohner erzählten sich zum Beispiel in der Mitte des 19. Jahrhunderts, dass in der Quelle eine Nixe wohnt, die manchmal am Quellenrand ihre Haare flicht. Die Mühlberger feiern alljährlich im Sommer ein Fest, in dessen Verlauf die Springnixe gewählt wird.

## Übersicht über das Ausbleiben des Mühlberger Springs
| Jahr                      | Ereignis                                                                             | Nachweis (Struktur: Autor Jahr:Seite)                            |
| ------------------------- | ------------------------------------------------------------------------------------ | ---------------------------------------------------------------- |
| 30.09.1536–18.02.1537     | Mühlberger Spring ist für 142 Tage ausgetrocknet                                     | MELISSANTES 1721:112, ADLOFF 1824:74, JUNG 1901:10, MERZ 1989:39 |
| 19.10.–16.12.1635         | Mühlberger Spring ist für 58 Tage ausgetrocknet                                      | MELISSANTES 1721:112, ADLOFF 1824:74, JUNG 1901:10, MERZ 1989:39 |
| 14.02.–10.03.1672         | Mühlberger Spring ist für 25 Tage ohne Abfluss, wegen Kälte                          | MELISSANTES 1721:112, ADLOFF 1824:74, JUNG 1901:10               |
| 12.07.–26.07.1672         | Mühlberger Spring ist für 14 Tage ausgetrocknet, wegen Dürre                         | MELISSANTES 1721:112, ADLOFF 1824:75, JUNG 1901:10, MERZ 1989:39 |
| Dezember 1685             | Mühlberger Spring nimmt im Laufe des Dezembers ab und wieder zu                      | MELISSANTES 1721:113, ADLOFF 1824:75, JUNG 1901:11               |
| Dezember 1695             | Mühlberger Spring nimmt im Laufe des Dezembers ab und wieder zu                      | MELISSANTES 1721:113, ADLOFF 1824:75, JUNG 1901:11               |
| Dezember 1706             | Mühlberger Spring nimmt im Laufe des Dezembers ab und wieder zu                      | MELISSANTES 1721:113, ADLOFF 1824:75                             |
| Januar–Februar 1709       | Mühlberger Spring ist ohne Abfluss, wegen Kälte                                      | MELISSANTES 1721:114, ADLOFF 1824:76, JUNG 1901:11               |
| 22.11.1724–22.11.1726     | Mühlberger Spring ist für 2 Jahre ausgetrocknet, plötzliches Verschwinden            | ADLOFF 1824:76, JUNG 1901:12, MERZ 1989:39                       |
| 24.09.1766–13.02.1767     | Mühlberger Spring ist für 142 Tage ausgetrocknet                                     | ADLOFF 1824:76, JUNG 1901:12, MERZ 1989:39                       |
| 20.07.–13.08.1800         | Mühlberger Spring ist für 24 Tage ausgetrocknet                                      | ADLOFF 1824:76, JUNG 1901:12, MERZ 1989:39                       |
| 09.10.–30.10.1800         | Mühlberger Spring ist für 21 Tage ausgetrocknet                                      | ADLOFF 1824:76, JUNG 1901:12                                     |
| 04.12.1822–24.07.1824     | Mühlberger Spring ist für 600 Tage fast trocken, Wasserstand ist gering und schwankt | ADLOFF 1824:76, JUNG 1901:12                                     |
| Herbst 1872–Sommer 1873   | Mühlberger Spring ist fast ausgetrocknet                                             | JUNG 1901:12, MERZ 1989:39                                       |
| Frühjahr 1874–April 1875  | Mühlberger Spring ist für 1 Jahr ausgetrocknet, wegen großer Trockenheit             | JUNG 1901:12, MERZ 1989:39                                       |
| Januar–Oktober 1893       | Mühlberger Spring ist für 9 Monate ausgetrocknet, wegen großer Trockenheit           | JUNG 1901:12, MERZ 1989:39                                       |
| Oktober 1962–April 1965   | Mühlberger Spring ist für 30 Monate ausgetrocknet                                    | MERZ 1989:39                                                     |
| November 1971–August 1972 | Mühlberger Spring ist für 10 Monate ausgetrocknet                                    | MERZ 1989:39                                                     |
| Januar–Februar 1973       | Mühlberger Spring ist für 2 Monate ausgetrocknet                                     | MERZ 1989:39                                                     |
| Oktober 1973–März 1974    | Mühlberger Spring ist für 4 Monate ausgetrocknet                                     | MERZ 1989:39                                                     |
| Oktober 1974              | Mühlberger Spring ist für 1 Monat ausgetrocknet                                      | MERZ 1989:39                                                     |
| September 1976–April 1977 | Mühlberger Spring ist für 8 Monate ausgetrocknet                                     | MERZ 1989:39                                                     |